# Großsteingräber bei Stederdorf
Die Großsteingräber bei Stederdorf waren mehrere megalithische Grabanlagen unbekannter Zahl der jungsteinzeitlichen Trichterbecherkultur bei Stederdorf, einem Ortsteil von Wrestedt im Landkreis Uelzen (Niedersachsen). Sie wurden im 19. Jahrhundert zerstört. Die Gräber bildeten zwei Gruppen: eine lag östlich von Stederdorf in Richtung Esterholz, eine zweite Gruppe aus mehreren Großsteingräbern und Grabhügeln lag nördlich des Ortes an der Ostseite des Weges nach Halligdorf. Die Gräber wurden in den 1840er Jahren durch Georg Otto Carl von Estorff dokumentiert, aber nicht näher beschrieben. Über Ausrichtung, Maße und Grabtyp liegen keine Informationen vor. Die östliche Gräbergruppe war zu dieser Zeit bereits zerstört.